# Riserva naturale Pania di Corfino
La riserva naturale Pania di Corfino è un'area naturale protetta della regione Toscana istituita nel 1971.
Occupa una superficie di 135 ha nella provincia di Lucca. 

## Storia
La riserva prende il nome dal rilievo Pania di Corfino: un Massiccio montuoso calcareo di 1603 m s.l.m. La Riserva occupa il versante sud-est del rilievo e interessa un'area di 135 ettari. Il paesaggio naturale della pania di Corfino è strettamente dipendente dalle particolari tipologie di roccia che strutturano il rilievo. In particolare troviamo stratificazioni di calcari grigi sormontati da lembi di calcari nodulari ammonitici.
I calcari grigi sono molto importanti soprattutto per le ricerche fossili presenti in questa zona. Si sono formati durante il Giurassico inferiore, circa 180-205 milioni di anni fa, sono formati da sabbie oolitiche, di cui conservano il colore biancastro, o da fanghi carbonatici di una tonalità grigio-scura. Queste rocce sedimentarie sono molto ricche di fossili antichi, situati prevalentemente negli strati superiori, come molluschi bivalvi che possono formare degli strati spessi anche qualche metro (banchi a Lithiotis). Questi strati sedimentari di molluschi bivalvi in passato venivano utilizzati e lavorati in modo da ottenere la “Pessatella”, una pietra utilizzata per sculture sacre o acquasantiere.
Il tipo di rocce presenti sulla Pania di Corfino sono differenti da quelle, arenarie macigno presenti sulla dorsale appenninica Tosco-Emiliana.

## Flora
La posizione geografica della Pania di Corfino, rivolta da un versante verso il mare, dall'altro verso gli Appennini, ha fatto sì che si sviluppasse una flora molto diversificata, in parte tipica degli ambienti di alta quota e in parte di tipo mediterraneo. Questo spiega anche il perché della presenza in abbondanza di faggi, piante legate ad un clima di tipo atlantico, e anche dei lecci, piante che sono tipiche della vegetazione mediterranea. Ad arricchire la flora presente su queste terre troviamo soprattutto l'orchidea, la genziana, la peonia.

## Fauna
Per quanto riguarda la fauna invece questa presenta cinghiali, mufloni, caprioli e cervi fra gli erbivori, e il lupo appenninico fra i carnivori. Fondamentali sono le oltre 130 specie di uccelli, fra i quali primeggiano i rapaci, ed in particolare i due esemplari di Aquila reale.